# Fausto Miño

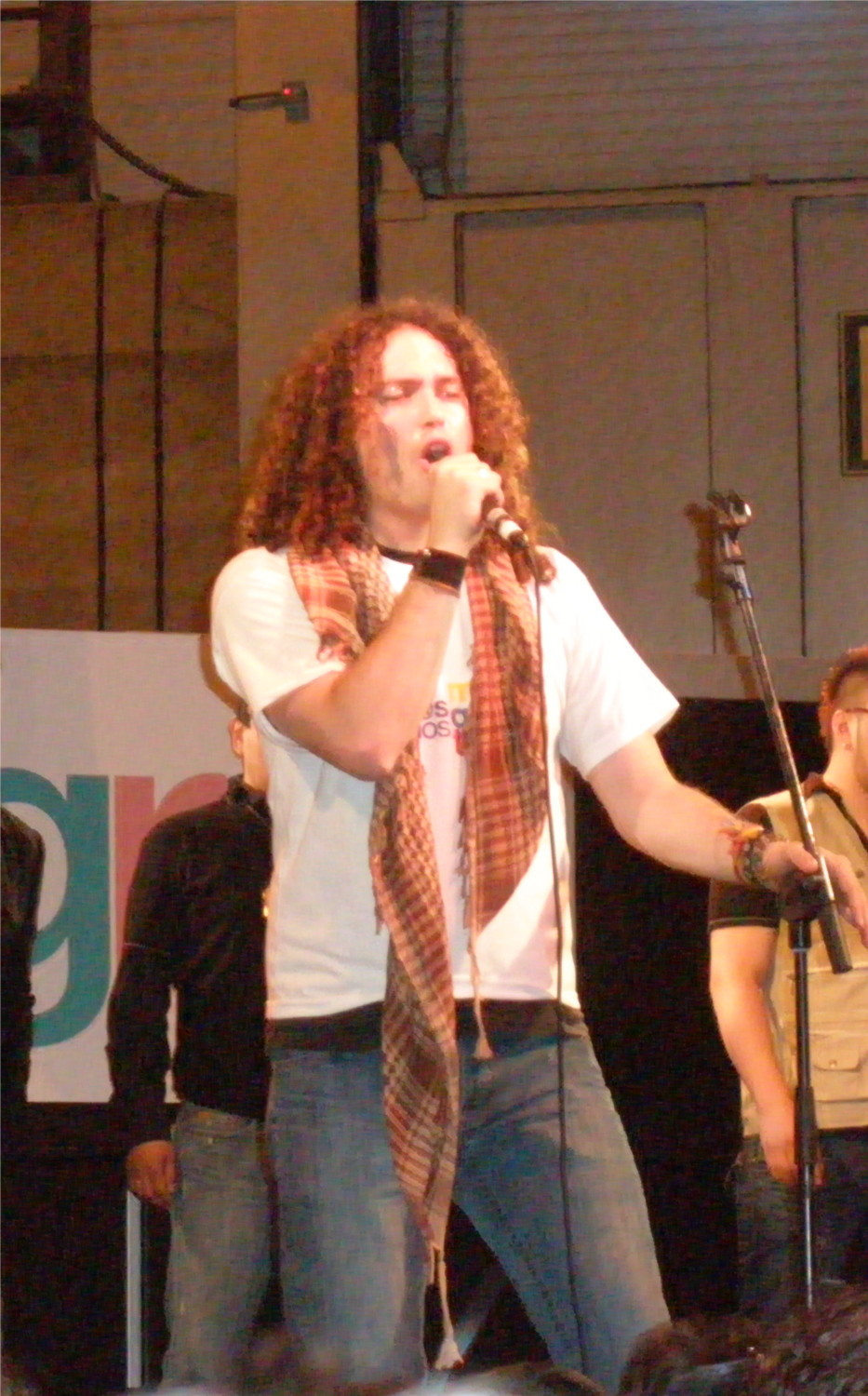
Fausto Miño, Madrid 2008

Fausto Miño (* 1981 in Ambato, Ecuador) ist ein ecuadorianischer Pop-Sänger und Schauspieler.

## Biografie
Fausto Miño wurde 1981 in Ambato, Ecuador geboren. Sein Vater stammt aus Quito, während seine Mutter aus Manabí kommt. Im Alter von 15 Jahren begann er Musik zu machen, lernte Gitarre und fing an, Lieder zu schreiben. Inzwischen hat er ca. 70 Eigenkompositionen, von denen allerdings erst 8 auf seinem ersten Album SerraCosteño erschienen sind. Zu seinen bekanntesten Liedern zählen Bailame bien, Sometimes Ok und Ud. es hermosa, die in Ecuador zu Hits avancierten. 
Fausto Miño wurde durch einen Fernsehauftritt bei der Show zur  Wahl der Miss Ecuador bekannt. 2006 wurde ihm nach einem Auftritt bei dem Musikfestival Quito, Música del Sol der Preis Quinde de Oro verliehen. 
Als Schauspieler gab er sein Debüt in Que tan lejos, einem Film der cuencanischen Regisseurin Tania Hermida.
Außerdem nahm der talentierte Künstler im Rahmen des von der UNICEF und Ecuavisa organisierten Programmes Niñoesperanza das Lied Enseñame y Aprenderé auf. 2007 trat er in der ecuadorianischen Fernseh-Casting-Show Bailando por un sueño auf.

## Diskografie
- 2003 – SerraCosteño